# Demantoid
Demantoid är en varietet av kalk-järngranaten andradit med vacker gulgrön färg, som kan närma sig smaragdgrönt. Den gröna nyansen förorsakas av en låg halt av kromatomer i andradit"molekylen". Demantoid förekommer som runda korn i serpentin och asbest vid Poldnevaya vid Ural. Demantoid förekommer även i Italien, Kina, Korea, Namibia och USA.
Medan granater har varit kända sedan antiken, upptäcktes demantoiden först år 1853 och kom först ut i ädelstenshandeln omkring år 1880. Den säljs huvudsakligen i Ryssland. Demantoider är i allmänhet små, med färdigslipade stenar i allmänhet under 1 karat (200 mg), medan stenar över 2 karat (400 mg) är mycket sällsynta.
Demantoidens hårdhet är något mindre än de övriga granatvarianternas, Dess gulgröna färgen gör att den kan lätt förväxlas med krysolit och på samma sätt den smaragdgröna med smaragd. Demantoiden har en högre densitet vilket gör det möjligt att skilja den från dessa andra smyckesstenar.